# 松平宣富
松平 宣富（まつだいら のぶとみ）は、江戸時代前期から中期にかけての大名。美作津山藩初代藩主。津山松平家の祖。

## 生涯
延宝8年（1680年）10月9日、白河藩主松平直矩の三男として誕生。母は村上氏。元服して矩栄と名乗る。元禄6年（1694年）12月18日、元高田藩主松平光長の養嗣子となって長矩へ改めた。
元禄10年（1697年）5月6日に養父が隠居すると越後守を称することを許された。翌11年1月14日には長矩に対し、美作のうちで10万石が与えられた。津山城を与えられ、美作の大部分を領した長矩は津山藩を立藩し、国持大名（準国主）として幕府から遇された。元禄12年（1699年）12月25日に左近衛権少将に任じられ、元禄16年には出羽久保田藩主佐竹義処の娘を正室に迎えた。
実家である直矩由来の家臣、養父光長の家臣はもとより、以前の津山の旧領主森家（森衆利）の遺臣など、人材を江戸や京都にても求め、積極的に登用し、藩の運営を始めるが、同年、年貢を高く設定したために農民一揆（高倉騒動）が発生する。果断を持ってこれを乗り切ったが、この反省から、長矩は庄屋制度や大庄屋制度の改革による農村支配制の強化、財政改革を行なった。
立藩直後の元禄11年（1698年）9月、江戸で起こった勅額火事により、光長に与えられていた柳原の上屋敷と幕府より預かったばかりの本所の下屋敷の両所を全消失した。代わりに江戸城至近の鍛冶橋付近に藩邸用地7000坪と金1万両を与えられ、江戸上屋敷を再建した。この屋敷も宝永2年（1705年）に類焼している。この両火災は立ち上げたばかりの藩財政に負担となった。
6代将軍・徳川家宣の偏諱を賜って宣富へ改める。享保6年（1721年）2月7日に死去。享年42。跡を長男・浅五郎が継いだ。

## 系譜
- 正室：岩 - 佐竹義処の娘
- 継室：櫛笥隆賀の養女 - 園池実尚の娘
  - 長男：松平浅五郎（1716-1726）
- 側室：脇田氏
  - 長女：瑩光院（富） - 毛利宗元婚約者のち蜂須賀宗員正室
  - 次女：岑　- 松平信将継室
  - 三女：隆 - 織田信朝正室
  - 次男：豊之助
- 生母不明の子女
  - 女子：園池房季室